# お松の方賞
お松の方賞（おまつのかたしょう）は、金沢競馬場で施行される地方競馬の重賞競走である。

## 概要
2019年までB級条件で行われていたAGI（愛知・岐阜・石川）交流競走にかわり、2020年に「北陸・東海チャンピオンシップ2020」としての3部門（「3歳以上」「3歳以上牝馬」「2歳」）で重賞競走が設定され、そのうち3歳以上牝馬の条件で新設されたのが本競走である。
第1回は金沢競馬場ダート1900mで施行されたが、第2回（2021年）からダート1500mに変更された。
第4回（2023年）から開催時期が5月に変更され、3歳馬の負担重量が53kgから52kgとなっている（4歳以上は55kgで変わらず）。

### 条件・賞金等（2025年）
出走資格
サラブレッド系3歳以上牝馬、金沢、東海所属。
- 東海所属馬の出走枠は6頭以下。

負担重量
別定。3歳52kg、4歳以上55kg
賞金額
1着350万円、2着112万円、3着56万円、4着42万円、5着35万円、着外7万円。

## 歴代優勝馬
| 回数  | 施行日         | 優勝馬             | 性齢 | 所属 | タイム | 優勝騎手 | 管理調教師 | 馬主                   |
| ----- | -------------- | ------------------ | ---- | ---- | ------ | -------- | ---------- | ---------------------- |
| 第1回 | 2020年10月25日 | ハクサンアマゾネス | 牝3  | 金沢 | 2:03.1 | 吉原寛人 | 加藤和義   | 河崎五市               |
| 第2回 | 2021年10月04日 | ニュータウンガール | 牝4  | 愛知 | 1:34.3 | 丸野勝虎 | 角田輝也   | （有）新生ファーム     |
| 第3回 | 2022年11月01日 | ハクサンアマゾネス | 牝5  | 金沢 | 1:34.3 | 吉原寛人 | 加藤和義   | 河崎五市               |
| 第4回 | 2023年05月21日 | ベニスビーチ       | 牝5  | 金沢 | 1:34.5 | 吉原寛人 | 中川雅之   | 吉田勝利               |
| 第5回 | 2024年05月19日 | セブンカラーズ     | 牝4  | 愛知 | 1:33.9 | 山田祥雄 | 川西毅     | （株）グリーンファーム |
| 第6回 | 2025年05月11日 | ハリウッドスマイル | 牝4  | 金沢 | 1:34.3 | 加藤翔馬 | 中川雅之   | (有) 新生ファーム      |

### 各回競走結果の出典
- お松の方賞 歴代優勝馬 - 地方競馬全国協会
- JBISサーチ
  - 2020年、2021年、2022年、2023年、2024年、2025年